# Еротичний капітал
Сексуальний капітал або еротичний капітал — це соціальна цінність, яку отримує людина чи соціальна група внаслідок своєї сексуальної привабливості. Як й інші форми капіталу, статевий капітал має здатність конвертуватися і може використовуватися для придбання інших видів капіталу, зокрема соціального капіталу та економічного капіталу.

## Витоки
Термін еротичний капітал вперше був використаний британською соціологинею Кетрін Хакім на початку 2000-х. Хакім визначила її як окрему форму капітала, спираючись на концепції французького соціолога П'єра Бурдьє про економічний, культурний та соціальний капітал. Вона зазначає, що еротичний капітал не залежить від класового походження, а отже, забезпечує соціальну мобільність, стверджує, що це робить сексуальний капітал соціально підривним, це в свою чергу призводить намагань більшості владних структур знецінити та придушити цю форму капітала.  У маносфері часто використовують паралельний термін сексуальне ринкове значення або його скорочення SMV. 

## Визначення

### Економічне визначення
Одне з економічних визначень статевого капіталу ґрунтується на теорії людського капіталу Гері Беккера і передбачає, що люди раціонально вкладають кошти у демонстрацію своєї сексуальної привабливості, коли вони можуть очікувати дивіденти від своїх інвестицій. Він визначає це як форму капіталу здоров'я, який сам по собі є формою індивідуального капіталу .  Ще одне визначення походить з теорії портфеля капіталу, в якій Грін стверджує, що сексуальний капітал є частиною загального портфеля капіталу людини. Згідно з теорією портфеля капіталу індивід може конвертувати свій статевий капітал в інші форми капіталу. З економічної точки зору наявність виликого сексуального капіталу є вигідним, оскільки це може допомогти людині в багатьох аспектах її життя. Наприклад, численні дослідження показали, що високий рівень фізичної привабливості корелює з вищими доходами, не враховуючи інших факторів.  

### Соціологічне визначення
Соціологічне визначення еротичного капіталу базується на ідеях Бурдьє про соціальне поле та соціальний капітал.     Грін визначає сексуальний капітал як такий капітал, що нараховується окремій людині чи соціальній групі відповідно до якості та кількості атрибутів у її власності, що викликають еротичну реакцію в інших, такими атрибутами можуть бути зовнішній вигляд, афект та соціокультурні стилі. Деякі з цих атрибутів можуть бути незмінними, наприклад, раса чи зріст людини, в той час як інші можуть бути отримані штучно, за допомогою фітнес-тренувань, пластичної хірургії, макіяжу тощо  Не існує єдиної гегемонічної форми еротичного (сексуального) капіталу. Навпаки, валюти капіталу досить мінливі, набуваючи гегемонічного статусу по відношенню до еротичних уподобань вузькоспеціалізованих соціальних груп, які відмежовуть одне статеве поле від іншого. Варто зазначити, що еротичний капітал краще розглядати як власність поля, а не як окрему форму капіталу. 
Друге визначення розробила Кетрін Хакім, розглядаючи еротичний капітал як четвертий особистий актив. Це визначення є поєднанням фізичної та соціальної привабливості, що виходить далеко за межі звичайної сексуальної привабливості, яка є фокусом точки зору "полів". На відміну від концепції Гріна про сексуальний капітал, еротичний капітал Хакім є індивідуальним капіталом, яке не відноситься до соціального поля. 
Велика кількість доказів, що сексуальний капітал слід визначаюти як краса, фізична привабливість та гарний зовнішній вигляд, містяться в останній книзі Даніеля Хамермеша «Краса платить», де він розглядає дані досліджень про економічні переваги привабливості в будь-якому контексті, включаючи викладання вищої освіти, політику, продажі та маркетинг та повсякденну соціальну взаємодію. Хамермеш припускає, що ці економічні вигоди мають бути обумовлені несправедливою дискримінацією. Таку ж позицію займає Дебора Род у своїй книзі "Упередження краси ", відома юристка та феміністка критикує наявність соціальних вигод, які приносять привабливим людям, та недоліків, які відчувають непривабливі люди, особливо з ожирінням.

## Важливість
Кетрін Хакім стверджує, що еротичний капітал має значення як в межах сексуального поля, так і поза приватними відносинами. Її дослідження показують, що еротичний капітал має велике значення у таких сферах суспільного життя, як засоби масової інформації, політика, реклама, спорт, мистецтво, а також під час звичайної повсякденної соціальної взаємодії. Сексуальний капітал складається з шести елементів: 
1. Краса
2. Сексуальна привабливість
3. Соціальна привабливість
4. Жвавість і енергія
5. Презентація
6. Сексуальність

У своїй теорії еротичного капіталу Кетрін Хакім стверджує, що еротичний капітал є важливим четвертим особистим активом, поряд з економічним капіталом, культурним/людським капіталом та соціальним капіталом, вона зазначає, що еротичний капітал стає все більш важливим у заможних сучасних суспільствах. Вона пише, що жінки, як правило, мають більше еротичного капіталу, ніж чоловіки, і що еротичний капітал має соціальні переваги та привілеї, які приносять користь жіночій статі.  Таке визначення еротичного капіталу оскаржувалось деякими соціологами, які відкидають ідею, що еротичний капітал/сексуальний капітал - це те, чим володіють люди, на кшталт переносного портфелю ресурсів, який не має явного зв'язку з конкретним статевим полем, в якому такі характеристики вважаються бажаними. 
Сексуальний капітал може бути пов'язаний як із сексуальним, так і з психічним здоров'ям, оскільки особи з низьким сексуальним капіталом мають знижену здатність говорити про використання презервативів або домовлятися про них із партнером, що володіє більшим еротичним капіталом, також люди з низьким еротичним капіталом схильні до розвитку негативних емоційних станів через почуття непривабливості. 
У більш широкому теоретичному плані сексуальний капітал досить важливий для соціальної теорії, оскільки він є одним із типів капіталу, до яких відносять ще соціальний, символічний та культурний капітал. Ці чотири типа капіталу безпосередньо впливають на статус, що надається окремим членам суспільства. Сексуальний капітал можна конвертувати в інші форми капіталу, як коли суб'єкти перетворюють статевий капітал у фінансовий або соціальний (наприклад, Мерілін Монро ),   або коли привабливі співробітники отримують підвищення та соціальні зв’язки від залучення більшої кількості клієнтів завдяки їхньому зовнішнього вигляду. 

## Культурні та контекстуальні фактори

### Раса
Кілька досліджень демонструють, що сексуальний капітал тісно пов'язаний із расою та расовими стереотипами щодо сексуальної привабливості. Деякі дослідження показують, що існує більш складний взаємозв'язок між сексуальним капіталом і расою. Наприклад, деякі темношкірі чоловіки отримують високий статевий капітал через сексуальні фантазії деяких гетеросексуальних білих жінок. Дослідниця Сьюзен Коші стверджує, що азіатки отримали високий сексуальний капітал на Заході завдяки гламурним розповідям про сексуальні стосунки західних чоловіків та азійських жінок у ЗМІ та мистецтві.

### Культура
Ідеалізовані ознаки краси можуть сильно відрізнятися залежно від культури, проте існує кілька стандартів краси, які є майже універсальними. Наприклад, симетрія обличчя - це ознака краси, яка є майже універсальною.  Однак багато фізичних характеристик, такі як зріст і вага, мають різні ідеали, що залежать від культури людини.  Відсутність бажаних фізичних рис в культурі може призвести до втрати сексуального капіталу, що, ймовірно, зменшить загальний портфель капіталу людини. Це явище особливо видно, коли людина переїжджає у зону, де ідеали краси відрізнаються суттєво відрізняються ідеалів краси у її батьківщині, оскільки може статися велика зміна сексуального капіталу людини. 

### Релігія
Сексуальний капітал може бути присутнім як у світських, так і в релігійних суспільствах. Дослідник Віллі стверджує, що в євангельській молодіжній групі сексуальний та еротичний капітал все ще відіграє роль у виборі партнерів. Молоді люди часто виявляють романтичний інтерес до представників своїх церковних груп, часто вибираючи партнера, який має шукану рису або бажаний особистий портфель капіталу. В рамках євангельських молодіжних груп сексуальний капітал відображався як дівочий капітал, в якій людина вважалася більш романтично бажаною, коли вона не втратила цноту. Крім того, деякі дослідження вказують на те, як підлітки можуть менше слідувати релігійним настановам щодо сексуального життя. Також дослідження демонструють, що підлітки-п'ятидесятники в Кейптауні зменшують своє відвідування церкви в ранньому зрілому віці, причому деякі з них поновлюють своє попереднє відвідування після того, як вони знайшли довгострокового партнера. Ці дослідження показують рівень впливу релігії на норми сексуальної поведінки у громади. Хоча було проведено обмежені дослідження впливу сексуального та еротичного капіталу в інших релігійних спільнотах, більшість досліджень присвячені тому, як релігія сформувала людську сексуальність.

### Клас і стать
Вчені припускають, що сексуальний капітал тісно пов'язаний із соціальним класом. Дослідник  Груз-Грін стверджує, що сексуальний капітал стає важливим ресурсом для бідних молодих чоловіків у Мозамбіку, коли їхній доступ до економічного капіталу та робочих місць обмежується. Далі Груз-Грін стверджує, що поява сексуального капіталу пов’язана із гендерними стосунками, наприклад, коли бідні молоді чоловіки збагачують свій сексуальний капітал, доглядаючи за своїм зовнішнім виглядом та покращуючи сексуальну ефективність, задля задоволення партнерок.  Це підштовхує молодих бідних чоловіків до змагань з однолітками з середнього класу та старшими, так званими "цукерками". Таким чином, статевий капітал підсилює маскулінність в умовах знесилення чоловіків, і він часто розвивається як відповідь на конфлікт між гегемоністською та підпорядкованою маскулінністю. 

### Сексуальність
Ріггс процитував кілька досліджень поведінки чоловіків- геїв на Grindr, які показали, що білі користувачі отримували в додатку більше уваги, ніж ті, хто ідентифікував себе як представника іншої раси в своїй біографії.  Інші дослідження показали, що чоловіки, які повідомляють в описі свого профілю про високий зріст, більш мускулисте тіло, мають більше традиційно чоловічих рис, і білі отримують більше уваги з боку інших членів гей-спільноти, ніж ті, хто не має цих характеристик.   Отримання більшої уваги на Grindr, що вимірюється натисканнями чи повідомленнями інших користувачів, використовувалося дослідниками для виявлення кількості людей, які розглядали профіль як сексуально бажаний. Цей показник може означати вищий рівень сексуального капіталу. 
В рамках лесбійської спільноти вважається, що гендерна невідповідність збільшує сексуальний капітал людини.  Однак причини цього часто є результатом поглядів суспільства на гендерну невідповідність та лесбійство. Багато лесбійок-буч мають вищий сексуальний капітал у лесбійській спільноті, оскільки вони активно руйнують гендерні стереотипи - риса, яку часто відзначають у цій соціальній групі.  І навпаки, жіночним лесбійкам може не вистачати сексуального капіталу в квір-просторах. Однак фемінні лесбійки можуть отримувати більший сексуальний капітал поза лесбійськими спільнотами, особливо серед гетеросексуальних чоловіків. 

## Портфель капіталів
Оскільки бажаність у сексуальній сфері може залежати не лише від сексуальної привабливості, дослідник Грін розробляє концепцію портфеля капіталів, щоб зафіксувати певну комбінацію капіталів, що робить людину чи групу сексуально бажанішими за інших. Портфель капіталів, як правило, включає поєднання статевого капіталу з економічним, культурним та соціальним капіталами. Наприклад, якщо жінок в середньому приваблюють фінансові ресурси (тобто економічний капітал) у своїх партнерів-чоловіків більше, ніж сексуальний капітал, а чоловіків зазвичай приваблює сексуальний капітал більше, ніж економічний капітал у своїх партнерок, то можна зробити висновок, що гетеросексуальні жінки та чоловіки шукають особливі портфелі капіталу, які включають різний гендерний баланс капіталів.

## Критика
Оскільки сексуальний капітал та пов'язані з ним теорії Кетрін Хакім набули великого розголосу, знашлися дослідники, що критикують цю концепцію. Їхні аргументи в основному зосереджені на тому, що теорія Хакім непропорційно впливає на жінок, хоча вона вважає її універсальною теорією. Жіноча сексуальність різниться більше залежно від культури та соціально-економічного статусу, ніж чоловіча сексуальність. Жінки, які належать до расових, соціально-економічних, сексуальних чи гендерних меншин можуть зазнати додаткового тиску в тому, що вважається привабливим їхнім оточенням. Крім того, ці міркування обмежують теорію сексуального капіталу Хакім, включно з ідеєю про те, що статевий капітал можна змінити.
Хоча Хакім стверджує, що сексуальний капітал може обмінюватися та модифікуватися індивідом, це можливо лише для людини, що не належить до певних меншин, та в певних соціально-політичних умовах, оскільки індивід обмежений поглядами свого суспільства на стать, сексуальність та соціальні норми. У деяких випадках, як наприклад у неоліберальному світському суспільстві, люди мають ширшу свободу вибору в тому, як їм виражати свою сексуальність та еротичність. Бей-Ченг стверджує, що в неоліберальних суспільствах те, як індивід хоче себе вести та його фактична поведінка використовується для оцінки сексуального капіталу індивід.

## Дивитися також
- Стереотип фізичної привабливості
- Локусизм
- Ефект ореолу
- Кастинг на дивані
- Цінність партнера

## Зовнішні посилання
- У вас є еротичний капітал? [Архівовано 8 березня 2012 у Wayback Machine.] Журнал "Проспект"
- Чи купуєте ви в "еротичній столиці" Кетрін Хакім? [Архівовано 29 січня 2021 у Wayback Machine.] Опікун
- Невикористана сила еротичної столиці [Архівовано 17 травня 2021 у Wayback Machine.] Wall Street Journal
- Сьогодні святкуємо нашу психологію еротичної столиці